# Predominance
Predominance är det första fullängdsalbumet av det norska black metal-bandet Susperia. Albumet utgavs 2001 av skivbolaget Nuclear Blast.

## Låtförteckning
1. "I Am Pain" – 4:34
2. "Vainglory" – 4:35
3. "Illusions of Evil" – 5:44
4. "Specimen" – 3:57
5. "Journey Into Black" – 3:50
6. "Of Hate We Breed" – 4:57
7. "Objects of Desire" – 4:03
8. "The Hellchild" – 4:43
9. "Blood on My Hands" – 5:14
10. "The Coming of a Darker Time" – 3:34

## Medverkande
Musiker (Skitliv-medlemmar)
- Athera (Pål Mathiesen) – sång
- Cyrus (Terje Andersen) – gitarr
- Elvorn (Christian Hagen) – gitarr
- Memnock (Håkon Didriksen) – basgitarr
- Tjodalv (Ian Kenneth Åkesson) – trummor

Produktion
- Susperia – producent
- Peter Tägtgren – producent, ljudmix
- Lars Szöke – ljudtekniker
- Peter In de Betou – mastering
- Rune Tyvold – omslagsdesign, omslagskonst, foto
- Chris Holter-Kolonihaven – foto